# Curitiba Challenger 1982
Il Curitiba Challenger 1982 è stato un torneo di tennis facente parte della categoria ATP Challenger Series nell'ambito dell'ATP Challenger Series 1982. Il torneo si è giocato a Curitiba in Brasile dal 4 al 10 aprile 1982 su campi in terra rossa.

## Vincitori

### Singolare
Carlos Kirmayr ha battuto in finale  João Soares con il punteggio di 6–2, 6–4

### Doppio
Givaldo Barbosa /  João Soares hanno battuto in finale  Carlos Kirmayr /  Cássio Motta con il punteggio di 7–6, 6–1